# Mario Bauernfeind
Mario Bauernfeind (4 giugno 1991) è un mezzofondista e maratoneta austriaco.

## Palmarès
| Anno | Manifestazione | Sede | Evento         | Risultato | Prestazione | Note |
| ---- | -------------- | ---- | -------------- | --------- | ----------- | ---- |
| 2024 | Europei        | Roma | Mezza maratona | 54º       | 1h08'03"    |      |

## Campionati nazionali
2013
- 6º ai campionati austriaci indoor, 1500 m piani - 4'09"75
- Bronzo ai campionati austriaci under-23, 5000 m piani - 15'53"98
- 6º ai campionati austriaci under-23, 1500 m piani - 4'09"53

2014
- 9º ai campionati austriaci indoor, 3000 m piani - 9'14"43

2018
- 5º ai campionati austriaci, 10000 m piani - 30'42"88
- 5º ai campionati austriaci, 1500 m piani - 4'01"12
- 10º ai campionati austriaci indoor, 3000 m piani - 8'45"33

2019
- Argento ai campionati austriaci, 10000 m piani - 31'49"5
- Bronzo ai campionati austriaci, 5000 m piani - 14'36"99
- 6º ai campionati austriaci, 1500 m piani - 3'59"01
- Argento ai campionati austriaci indoor, 3000 m piani - 8'19"86
- 4º ai campionati austriaci indoor, 1500 m piani - 3'53"25
- 5º ai campionati austriaci di mezza maratona - 1h08'34"

2020
- 4º ai campionati austriaci, 10000 m piani - 30'50"88
- 4º ai campionati austriaci, 5000 m piani - 14'47"63
- 10º ai campionati austriaci, 1500 m piani - 4'03"30
- Oro ai campionati austriaci indoor, 3000 m piani - 8'26"85
- 4º ai campionati austriaci indoor, 1500 m piani - 3'54"28
- Argento ai campionati austriaci di maratona - 2h29'43"
- Bronzo ai campionati austriaci di mezza maratona - 1h07'16"

2021
- 5º ai campionati austriaci, 10000 m piani - 31'36"94
- 5º ai campionati austriaci di corsa campestre, cross lungo - 31'48"
- Bronzo ai campionati austriaci di corsa campestre, cross corto - 11'28"
- 8º ai campionati austriaci di mezza maratona - 1h10'48"
- 4º ai campionati austriaci di 10 km su strada - 30'23"

2022
- 8º ai campionati austriaci indoor, 3000 m piani - 8'47"31
- Oro ai campionati austriaci di maratona - 2h22'27"
- 4º ai campionati austriaci di mezza maratona - 1h05'08"

2023
- Oro ai campionati austriaci, 10000 m piani - 32'27"15
- Bronzo ai campionati austriaci di corsa campestre - 29'18"

2024
- 6º ai campionati austriaci di mezza maratona - 1h07'42"
- 6º ai campionati austriaci di 10 km su strada - 31'39"

2025
- Oro ai campionati austriaci di maratona - 2h23'44"
- 4º ai campionati austriaci di mezza maratona - 1h07'59"

## Altre competizioni internazionali
2018
- 35º alla Maratona di Dublino ( Dublino) - 2h29'23"

2022
- 10º alla Maratona di Eindhoven ( Eindhoven) - 2h15'34"
- 35º alla Mezza maratona di Copenaghen ( Copenaghen) - 1h03'36"
- 17º alla Mezza maratona di Praga ( Praga) - 1h05'36"

2023
- 11º alla Maratona di Francoforte ( Francoforte sul Meno) - 2h12'29"
- 15º alla Mezza maratona di Praga ( Praga) - 1h07'30"

2024
- 15º alla Maratona di Vienna ( Vienna) - 2h14'19"
- 39º alla Mezza maratona di Barcellona ( Barcellona) - 1h05'43"